# Arrenuridae
Arrenuridae zijn  een familie van mijten. Bij de familie zijn 7 geslachten met circa 950 soorten ingedeeld.

## Genera
De familie kent de volgende geslachten:
- Allarrenurus
- Arrenurus
- Hamappendix
- Micruracaropsis
- Thoracophoracarus
- Wuria
- Protoarrenurus †